# Handball-Oberliga Baden-Württemberg der Frauen 2021/22
Die Handball-Oberliga Baden-Württemberg der Frauen 2021/22 wurde unter dem Dach der Handballverbände Baden, Südbaden und  Württemberg organisiert und ist die höchste Spielklasse des Verbundes. Die Oberliga – BW  ist nach der Bundesliga, der 2. Bundesliga und der 3. Liga eine der vierthöchsten Spielklassen im deutschen Handball.

## Saisonverlauf
Die Handball-Oberliga Baden-Württemberg der Frauen 2021/22 war die zweiundzwanzigste Ausspielung dieser Handballliga.

### Modus
Zehn Mannschaften spielten eine Vor- und Rückrunde. Nach Abschluss der daraus resultierenden Spieltage sind Meister und Vizemeister in die 3. Liga aufgestiegen und zwei Mannschaften in die Verbandsligen abgestiegen.

## Teilnehmer

Handballverband Baden

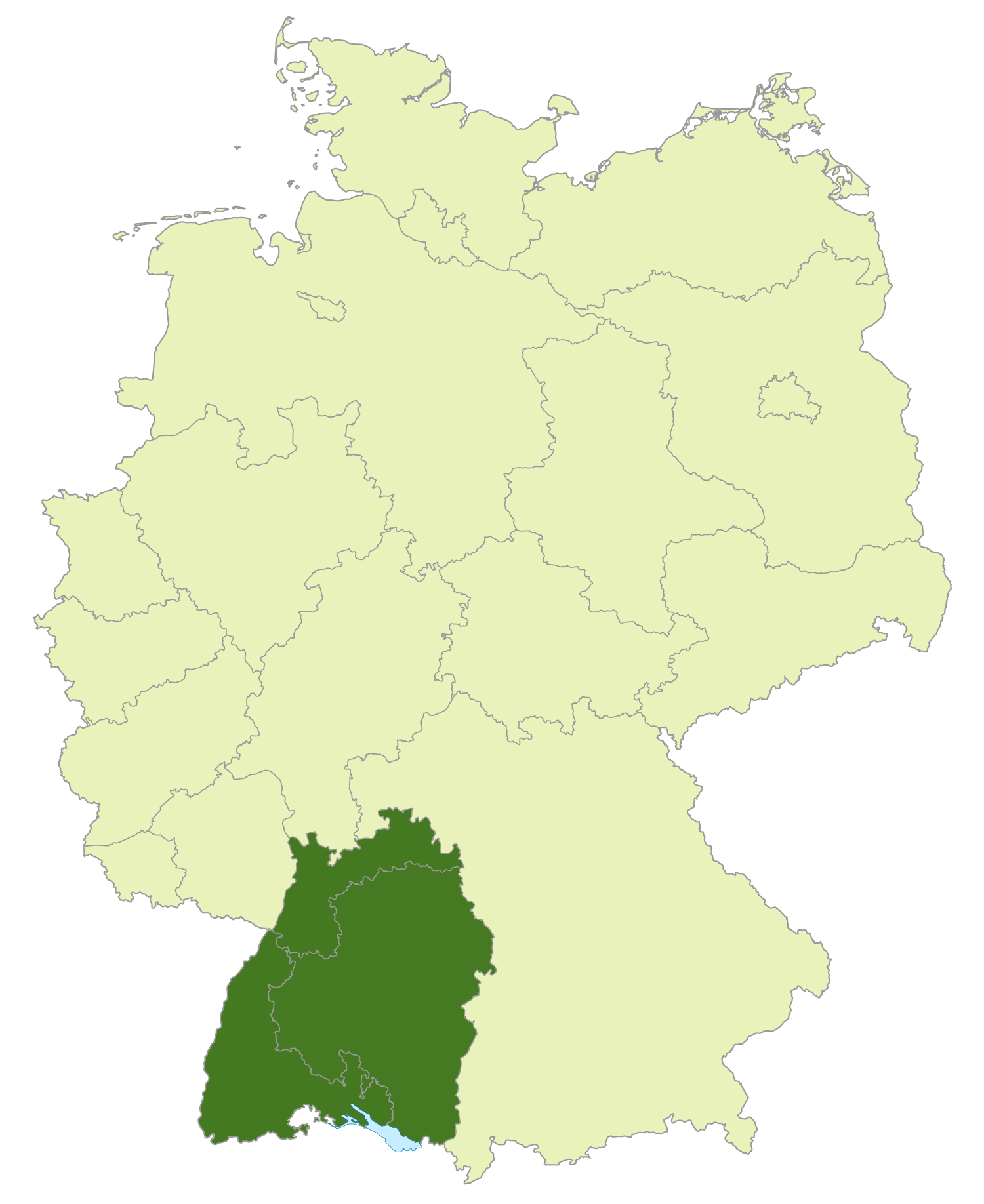
Bereich Handball-Oberliga
Baden-Württemberg

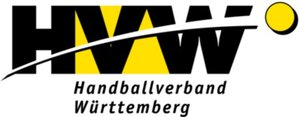
Handballverband Württemberg

Nicht mehr dabei waren die Aufsteiger der Vorsaison.

### Abschlussplatzierungen
|  1. HSG Leinfelden-Echterdingen  2. TSV Bönnigheim - 3. TuS Schutterwald - 4. HSG Strohgäu - 5. SV Hohenacker-Neustadt - 6. TG Nürtingen 2 - 7. TSV Birkenau  8. TSG Seckenheim (R) - 9. SG Heidelsheim/Helmsheim  10 SG Schenkenzell/Schiltach |

(A) = Absteiger aus der 3. Liga (N) = neu in der Liga (R) = Rückzug
  Meister und  Aufsteiger zur 3. Liga 2022/23
  Vizemeister und Aufsteiger zur 3. Liga 2022/23
- Für die Oberliga 2022/23 qualifiziert